# Tōma no Shinzō
Tōma no Shinzō (jap. トーマの心臓) ist eine Manga-Serie von Moto Hagio aus dem Jahr 1974. Die Geschichte über tragische Liebe zwischen Schülern an einem deutschen Jungeninternat wurde prägend für das Genre Shōnen Ai, das sich später zu Boys Love entwickeln sollte. International wurde es auch unter dem englischen Titel The Heart of Thomas bekannt.

## Inhalt
Der plötzliche Suizid des beliebten Schülers Thomas Werner legt einen Schatten über das Leben am Jungeninternat Schlotterbach in der Nähe von Karlsruhe. Der feminine, schöne Thomas war in Juliusmole „Juli“ Bauernfeind verliebt, wie der nun durch einen Brief erst nach Thomas’ Tod erfährt. Der stets direkte Juli hatte seine Annäherungsversuche zurückgewiesen. Nun kommt mit Erich Frühling ein neuer Schüler auf das Internat, der Thomas verblüffend ähnlich sieht. Er erinnert Juli immer wieder an das Schicksal des Verstorbenen und sein Handeln ihm gegenüber, an die Folgen der Zurückweisung von dessen Gefühlen. In dieser emotional schwierigen Zeit steht Juli sein Mitbewohner Oskar Reiser zur Seite, in den sich Juli heimlich verliebt hat. Doch Juli will seine Mitschüler nicht näher an sich heranlassen, während sowohl Oscar als auch Erich mit der Entfremdung ihrer Eltern umgehen müssen. Für Erich kommt dazu, dass die ständigen Vergleiche mit Thomas ihn zunehmend belasten. Schließlich kann Juli seine Gefühle bewältigen, eine Freundschaft zu Erich aufbauen und sich weiterentwickeln.

## Entstehung und Veröffentlichung
Moto Hagio war Teil der Gruppe der 24er, die den Shōjo-Manga ihrer Zeit prägte, indem sie sich unter anderem mehr künstlerische Freiheiten erlaubten und Einflüsse aus der europäischen Literatur in ihre Arbeit einfließen ließen. Das Setting ist ein romantisiertes, deutsches Jungeninternat, inspiriert von den Romanen Unterm Rad, Demian und Narziß und Goldmund von Hermann Hesse und dem Film Heimliche Freundschaften nach der Vorlage von Roger Peyrefitte. Der Film von 1964 wurde 1970 in Japan aufgeführt und Hagio ließ sich davon 1971 zur Kurzgeschichte 11-gatsu no Gymnasium inspirieren, die bereits eine sehr ähnliche Geschichte wie Tōma no Shinzō erzählte. Beide waren zunächst als weibliche Version ihrer Inspirationen geplant, was als Erklärung für die androgynen Körper der Charaktere sowie einige geschlechtlich uneindeutige Namen gesehen werden kann. Der Name im Titel – Tōma ist die japanisierte Form der französischen und nicht der deutschen Aussprache von „Thomas“ – verweist wiederum auf die französische Vorlage.
Die Serie erschien zunächst in einzelnen Kapiteln im Magazin Shōjo Comic, das sich an Mittelschülerinnen richtet, beim Verlag Shogakukan. Dieser brachte die Kapitel später gesammelt in drei Bänden heraus. Es handelte sich um die erste Geschichte über Liebe zwischen Jungen in dem Magazin, der einige weitere folgen sollten. Eine englische Fassung erschien 2012 als The Heart of Thomas bei Fantagraphics Books in einem Band, übersetzt von Rachel Thorn. Kazé brachte eine französische Fassung heraus, J-Pop eine italienische.

## Adaptionen
Studio Life führte seit 1996 mehrfach ein Bühnenstück zum Manga in Tokio auf. 2016 wurde das Stück zunächst abgesetzt, ehe es ab 2022 wieder aufgeführt wurde. 2009 erschien eine Romanumsetzung des Mangas von Mori Hiroshi mit Illustrationen von Moto Hagio.

## Inspirierte Werke
Der Manga Kaze to Ki no Uta von 1976, ebenfalls ein wichtiges frühes Werk des Genres, ähnelt Tōma no Shinzō in Setting und Themen und wurde daher auch als sexuell explizitere Neuerzählung bezeichnet. Die Autorinnen beider Werke waren miteinander befreundet und tauschten Inspirationen aus. Eine verfremdete Verfilmung des Stoffes ist der Kinofilm 1999-nen no Natsu yasumi aus dem Jahr 1988. Dieser spielt in einer Jungen-Schule in einem futuristischen Japan. Zu dem Realfilm kam auch eine Romanumsetzung heraus. Auch der Roman Neverland von Onda Riku aus dem Jahr 2000 geht auf die Mangaserie zurück, spielt aber in Japan und führt zu einem anderen Ende.

## Rezeption
Der Manga fand zunächst wenig Zuspruch bei den Leserinnen des Magazins. Als das Genre Shōnen Ai durch andere Werke, insbesondere Kaze to Ki no Uta, mehr Anhänger fand, wurde Tōma no Shinzō zu einem prägenden Werk des jungen Genres. Die wachsende Beliebtheit zeigte sich unter anderem in Zuschriften, die das Magazin und die Künstlerin von den Leserinnen erhielten. Im Unterschied zu Kaze to Ki no Uta ist diese Serie jedoch zurückhaltend bei der Darstellung von Sex, auch wenn die gleichgeschlechtliche Liebe explizit gezeigt wird.
Im Kern der Geschichte stehe die Rolle der Liebe für die Protagonisten, so James Welker. Ihr aller Schicksal wird von Anwesenheit, Abwesenheit, Zurückweisung und Verlust von Liebe geprägt. Sie nährt sie und sie zerbrechen oder gesunden an ihr. Die Geschichte sei durch die Androgynität ihrer Protagonisten auch für lesbische Deutungen offen. Ihr Reiz liege in der wunderschönen, wenn auch teils traumatischen, Darstellung von Liebe. Die Geschichte sei ein Meisterwerk Hagios, so Bill Randall, das die Grenzen eines Genres überschreite, das es selbst erst schaffe. Sie zeige die ganze Bandbreite jugendlicher Emotionen, mische ohne Angst Comedy und Trauer, und erforsche die manchmal schmerzhafte Welt jugendlicher Sexualität. Dafür breche Hagio traditionelle Layouts auf und lasse Bilder, Texte und Symbole ineinander fließen. So sei eine eher unaufgeräumte Erzählung entstanden, vergleichbar einem Gedankenfluss, der die Emotionen der Figuren erforscht und damit den Leser direkt erreichen könne. Dabei schafft sie ein System von Codes für die Gefühle jedes Charakters und erzähle damit eine Geschichte über idealisierte, androgyne Wesen, so sensibel wie man sich Jungen kaum vorstellen könne. Dru Pagliasotti nennt die Serie eine der wenigen im Boys Love, die an eine gothic romance herankommen. Das Setting des Jungeninternats und die Themen der verschmähten Liebe, Geheimnisse zwischen den Schülern, uneheliche Kinder, Suizid und sexueller Missbrauch entsprächen dem, doch das Ende bringe keine romantische Versöhnung.